# Campionati oceaniani di badminton 2002
I Campionati oceaniani di badminton 2002 si sono svolti ad Waitakere, in Nuova Zelanda, dal 7 al 12 maggio 2002. È stata la 3ª edizione del torneo, organizzato dalla Badminton Oceania.

## Podi
| Evento              | Oro                                   | Argento                         | Bronzo                        |
| Singolare maschile  | Geoffrey Bellingham                   | Nick Hall                       | Nathan Malpass                |
| Singolare maschile  | Geoffrey Bellingham                   | Nick Hall                       | Stuart Brehaut                |
| Singolare femminile | Lenny Permana                         | Rebecca Gordon                  | Kellie Lucas                  |
| Singolare femminile | Lenny Permana                         | Rebecca Gordon                  | Rayoni Head                   |
| Doppio maschile     | Peter Blackburn / Murray Hocking      | Stuart Brehaut / Travis Denney  | John Gordon Daniel Shirley    |
| Doppio maschile     | Peter Blackburn / Murray Hocking      | Stuart Brehaut / Travis Denney  | Boyd Cooper Nathan Malpass    |
| Doppio femminile    | Rhonda Cator / Amanda Hardy           | Li Feng / Tammy Jenkins         | Rayoni Head Kate Wilson-Smith |
| Doppio femminile    | Rhonda Cator / Amanda Hardy           | Li Feng / Tammy Jenkins         | Nicole Gordon Rhona Robertson |
| Doppio misto        | Daniel Shirley Sara Runesten-Petersen | Travis Denney Kate Wilson-Smith | John Moody Lianne Shirley     |
| Doppio misto        | Daniel Shirley Sara Runesten-Petersen | Travis Denney Kate Wilson-Smith | Craig Cooper Tammy Jenkins    |
| Squadra maschile    | Australia                             | Nuova Zelanda                   | Non assegnato                 |

## Medagliere
| Pos.   | Paese         | Oro | Argento | Bronzo | Totale |
| ------ | ------------- | --- | ------- | ------ | ------ |
| 1      | Australia     | 4   | 2       | 7,5    | 13,5   |
| 2      | Nuova Zelanda | 2   | 4       | 2,5    | 8,5    |
| Totale | Totale        | 6   | 6       | 10     | 22     |